# گوان
گوان (به انگلیسی: Govan) یک محله در بریتانیا است که در گلاسگو واقع شده‌است. گوان ۱٫۶۳ کیلومتر مربع مساحت و ۵٬۸۶۰ نفر جمعیت دارد.